# Шевлинге
Шевлинге (на шведски: Kävlinge) е град в южна Швеция, лен Сконе. Главен административен център на едноименната община Шевлинге. Намира се на около 500 km на югозапад от столицата Стокхолм и на 20 km на север от Малмьо. ЖП възел. Населението на града е 9049 жители според данни от преброяването през 2010 г.